# Charly Charrier
Charly Charrier (La Roche-sur-Yon, 27 maggio 1986) è un ex calciatore francese, di ruolo centrocampista.

## Caratteristiche tecniche
È un trequartista.

## Carriera
Ha esordito in Ligue 1 con l'Amiens il 5 agosto 2017 in un match perso 2-0 contro il Paris Saint-Germain.